# Le brigate del tigre
Le brigate del tigre (Les Brigades du Tigre) è un telefilm francese del 1974.
Raccontano in 36 episodi le avventure della prima polizia parigina dotata di mezzi "moderni" quale telegrafo ed automobile, mezzi non ancora a disposizione della massa. La squadra mobile era stata incardinata presso il Dipartimento di polizia su richiesta del ministro Clemenceau, detto appunto le tigre.
Gli appartenenti a questo "reparto" erano anche addestrati alla difesa personale tramite la Boxe francese o savate; la loro guida era il commissario Valentin.
Le avventure si snodano negli anni dieci durante la Belle époque, il che offre alla scenografia ed ai costumi buona parte del suo fascino. Il motivo introduttivo era tratto da una delle musiche di Claude Bolling.